# Free on Board
Free On Board (FOB) designa uma modalidade de repartição de responsabilidades, direitos e  custos entre comprador e vendedor, no comércio de mercadorias. O termo é incluído na listagem dos Incoterm (International Commercial Terms), estabelecidos pela Câmara de Comércio Internacional como fórmulas contratuais que fixam direitos e obrigações, tanto do exportador como do importador, estabelecendo com precisão o que está incluído no preço negociado entre ambas as partes.
Na modalidade FOB, o remetente da mercadoria (exportador) é responsável pelos custos de transporte e seguro da carga somente até que esta seja embarcada no navio. O comprador (importador) torna-se responsável pelo pagamento do transporte e do seguro a partir daí.
Mais especificamente, o processo funciona da seguinte maneira: o exportador mantém sua responsabilidade pela mercadoria até que esta transponha a amurada do navio no qual será levada até o porto de destino. Ao transpor essa amurada, todos os custos (seguro, frete) e responsabilidades são repassados ao importador.
A empresa vendedora de boa-fé que evidencie a regularidade da operação interestadual realizada com cláusula FOB (Free on Board) não pode ser objetivamente responsabilizada pelo pagamento do diferencial de alíquota de ICMS em razão de a mercadoria não ter chegado ao destino declarado na nota fiscal. A despeito da regularidade da documentação, o Fisco pode tentar comprovar que a empresa vendedora intencionalmente participou de eventual fraude para burlar a fiscalização, concorrendo para a tredestinação da mercadoria (mediante simulação da operação, por exemplo). Neste caso, sendo feita essa prova, a empresa vendedora poderá ser responsabilizada pelo pagamento dos tributos que deixaram de ser oportunamente recolhidos.
Sob o padrão  Incoterms 2010 publicado pela International Chamber of Commerce, o FOB é usado apenas em frete marítimo e significa "Free on Board". O termo é sempre usado em conjunto com uma porta de carregamento.